# Arcanua
Arcanua oder Arkanva ist der Name einer gallorömischen, keltischen Göttin, der in zwei Weiheinschriften-Neufunden aus dem 2. Jahrhundert aus Born-Buchten in der niederländischen Provinz Limburg überliefert ist.

## Auffindung und Inschriften
Anfang der 1970er Jahre wurden in einer Flur unweit des Julianakanals westlich des Siedlungskerns von Buchte, die neuzeitlich als „De Apotheker“ – nach den dort gefundenen Scherben von einschlägig bekannten Porzellanen zur Arzneiherstellung (Tiegel etc.) – benannt wurde, römerzeitliche Mauerreste, Baumaterialien, Scherben (Terra Sigillata, Kleinamphoren) in einem später angelegten merowingerzeitlichen fränkischen Gräberfeld gefunden. In einer Notgrabung ab 1976 durch örtliche Heimatforscher und altertumskundliche Laien unter fachlicher Anleitung der staatlichen Bodendenkmalbehörde („Rijksdienst voor het Oudheidkundig Bodemonderzoek“) wurden Fundamente und Baumaterialien aufgedeckt und als Tempelbau angesprochen. In der Aufdeckung wurden die inschriftlichen Weihungen für die Göttin gefunden. Besonders die Votivgabe durch einen Legions-Veteranen in Form eines bronzenen Hahns mit emaillierter Brust ist als Fundobjekt von künstlerisch-stilistischer Bedeutung. Die Funde befinden sich im „Provinciaal Depot van Bodemvondsten“ des Limburgs-Museum in Venlo. Das Areal des ehemaligen Fundgebiets und des Tempels sind heute durch Industrieanlagen überbaut.
Auf dem runden Sockel des 15 cm großen Hahns ist die Inschrift mit der Namensform ARCANVE angebracht:

„Deae Arcanu(a)e Ulpius Verinus veteranus leg(ionis) VI v(otum) s(olvit) l(ibens) m(erito)“

Auf einem kleinen (3,7 × 2,7 × 0,3 cm) blattförmigen Bronzetäfelchen ist die Inschrift mit der Form ARKANVAE spiegelbildlich auf der Rückseite in Punktschrift punziert:

„D(eae) / Arkanu/ae(!) M(arcus) / I(ulius?) Am( ) / l(ibens) m(erito)“

## Name und Deutung
Aus den vorliegenden zwei Namensformen lässt sich das zugrunde liegende „Arcanua“ herleiten. Dieser Name lässt sich nach Lauran Toorians klar als keltisch deuten. Er stellt das Stammwort Ar-can- als Komposition dar aus gallisch ar(e) + *canu-. Das rekonstruierte Glied vergleicht er mit den mittelwalisischen Belegen argan = „klagen, wehklagen“ und arganu = „beklagen, klagen“. Des Weiteren sind Formen belegt wie ar-a-cain = „jemand einen Psalm singen“‘ und eine Passivform arcanar, eine Glosse für lateinisch cantatur = „singend“. Torrians stellt daher fest, dass es sich in allen Formen um Kompositionen der Präposition ar- zu keltisch are- = „vor, bei“ aus indogermanisch *prH(i) (vgl. griechisch para-, par-) und *kan-o = „singen“ aus idg. *kan = „singen“ handelt. Er betont, dass gerade die Präposition ar- den Namen als eindeutig keltisch belegt und vergleicht ihn mit dem Namen der historischen gallischen Küstenprovinz Aremorica und dem keltischen Mercurius-Beinamen Arvernus (Fundort Horn/Roermond). In wörtlicher Übersetzung deutet er den Namen als „Vorsänger“ von Gesang oder Rezitation rituellen Inhalts oder als „Ankündiger“ beispielsweise eines Tages. Als Dedikanten beziehungsweise Verehrer der Göttin vermutet Toorians eine ethnische Gruppe oder eine keltischsprachige Kommunikationsgemeinschaft, die aus Restpopulationen der Eburonen („Germani cisrhenani“) stammt.